# Конциклічні точки

Серединні перпендикуляри, проведені до хорд кола, що з'єднують різні пари трьох конциклічних точок, перетинаються в центрі

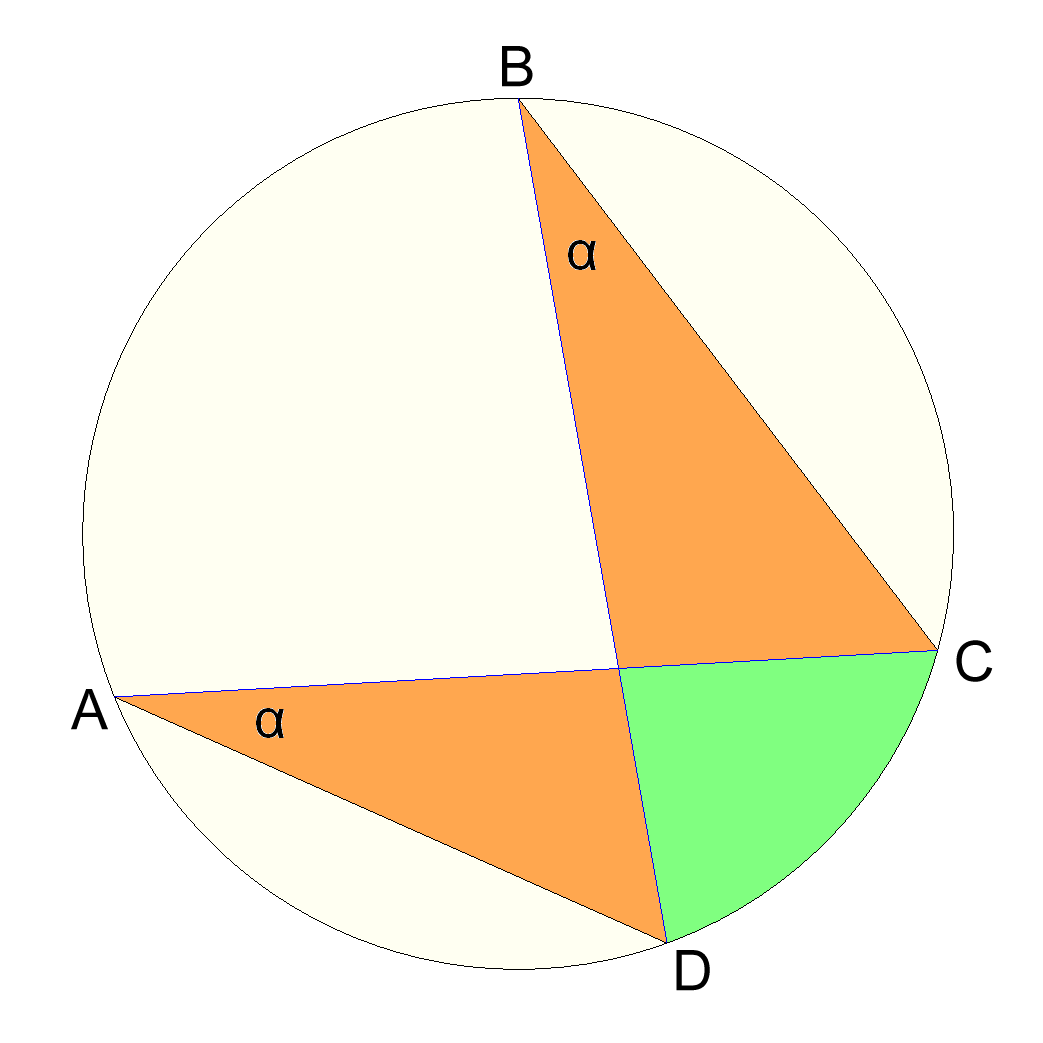
Чотири конциклічні точки, які є сторонами вписаного в коло чотирикутника. На рисунку показано два рівних кути

Конциклічні точки (або гомоциклічні точки) — точки, що лежать на одному колі. Три точки на площині, що не лежать на одній прямій, завжди лежать на одному колі, тому іноді термін «конциклічні» застосовують тільки до наборів з 4 або більше точок.

## Серединні перпендикуляри
У загальному випадку центр O кола, на якому лежать точки P і Q, має бути таким, щоб відстані OP і OQ були рівними. Тому точка O має лежати на серединному перпендикулярі (або на медіатрисі) відрізка PQ. Необхідною і достатньою умовою того, щоб n різних точок лежали на одному колі є те, що n(n − 1)/2 медіатрис відрізків, які з кінцями в будь-яких парах з n точок, всі одночасно перетиналися в одній точці, а саме: в центрі O.

## Вписані многокутники

### Трикутники
Вершини кожного трикутника лежать на колі. Коло, що проходить через 3 вершини трикутника, називається описаним колом трикутника. Кілька інших наборів точок, які визначаються з трикутника, також лежать на одному колі, тобто є конциклічними точками; див. Коло дев'яти точок і коло Лестер.
Радіус кола, на якому міститься множина точок, за визначенням, є радіусом описаного кола будь-якого трикутника з вершинами в будь-яких трьох з цих точок. Якщо попарні відстані між будь-якими трьома з цих точок a, b і c, то радіус кола дорівнює
{\displaystyle R={\sqrt {\frac {a^{2}b^{2}c^{2}}{(a+b+c)(-a+b+c)(a-b+c)(a+b-c)}}}.}
Рівняння описаного кола для трикутника, і вираз для радіуса і координат центру кола через декартові координати вершин наведено тут.

### Чотирикутники
Чотирикутник ABCD з вершинами, що лежать на одному колі, називається вписаним; це буває тоді і тільки тоді, коли {\displaystyle \angle CAD=\angle CBD} (за теоремою про кут, вписаний у коло), що виконується тоді і тільки тоді, коли протилежні кути чотирикутника доповнюють один одного до 180°. Вписаний чотирикутник з послідовними сторонами a, b, c, d і півпериметром s = (a+b+c+d)/2 має радіус описаного кола, рівний
{\displaystyle R={\frac {1}{4}}{\sqrt {\frac {(ab+cd)(ac+bd)(ad+bc)}{(s-a)(s-b)(s-c)(s-d)}}}.}
Цей вираз отримав індійський математик Ватассері Парамешвара в XV столітті.
За теоремою Птолемея, чотирикутник, заданий попарними відстанями між його чотирма вершинами A, B, C і D відповідно, буде вписаним тоді і тільки тоді, коли добуток його діагоналей дорівнює сумі добутків протилежних сторін:
{\displaystyle AC\cdot BD=AB\cdot CD+BC\cdot AD.}
Якщо дві прямі, одна з яких містить відрізок AC, а інша містить відрізок BD, перетинаються в одній точці «Х», то ці чотири точки A, B, C, D є конциклічними точками тоді і тільки тоді, коли
{\displaystyle \displaystyle AX\cdot XC=BX\cdot XD.}
Точка перетину X може бути як всередині, так і поза описаним колом. Ця теорема відома як теорема про степінь точки.

### n-кутники
У загальному випадку n-кутник, усі вершини якого лежать на одному колі, називається вписаним многокутником. Многокутник є вписаним многокутником, якщо і тільки якщо всі серединні перпендикуляри його сторін перетинаються в одній точці.